# Хуссейн-Кулі Нізам аль-Салтанех Мафі
Хуссейн-Кулі Нізам аль-Салтанех Мафі (перс. میرزا حسینقلیخان نظامالسلطنهٔ مافی; 1 квітня 1832 — 28 січня 1908) — перський державний і політичний діяч, прем'єр-міністр країни за правління Мухаммеда Алі Шаха.

## Життєпис
Походив з кочового племені мафі. Середню освіту здобув у рідному місті, Казвіні.
1874 року отримав пост губернатора Єзду, а 12 січня 1885 — губернатора Хамсе. Ще за три роки був призначений на посаду губернатора Хузестану.
Після початку конституційної революції, після відставки та ув'язнення аль-Мулька Мафі очолив уряд, але помер на початку 1908 у Тегерані.